# Cuito
Pour les articles homonymes, voir Kwito (homonymie).
Cuíto, aussi écrit Kuito ou Kwito, est une ville du centre de l'Angola et la capitale de la province de Bié. La ville est l'ancienne capitale du royaume des Ovimbundus.

## Culture

### Sport
- Sporting Clube Petróleos do Bié